# Morderstwo w Orient Expressie
Morderstwo w Orient Expressie (ang. Murder on the Orient Express lub Murder on the Calais Coach) – powieść detektywistyczna autorstwa Agathy Christie, z detektywem Herkulesem Poirot w roli głównej. Była drukowana w odcinkach w drugiej połowie 1933 r. w czasopiśmie Saturday Evening Post, a po raz pierwszy wydana w formie książkowej przez Collins Crime Club 1 stycznia 1934 roku. Jest to jedna z najbardziej znanych powieści autorki, a przy tym także klasyk w swoim gatunku.
W Stanach Zjednoczonych posłużono się alternatywnym tytułem, Murder in the Calais Coach, aby uniknąć pomyłki z powieścią Stamboul Train Grahama Greene’a, w USA znaną jako Orient Express.

## Krąg podejrzanych
- Hector MacQueen, młody Amerykanin, sekretarz i tłumacz ofiary
- Edward Masterman, niski Brytyjczyk, kamerdyner ofiary
- Mary Debenham, młoda Brytyjka, pracująca jako guwernantka w Bagdadzie
- Pułkownik Robert Arbuthnot, wysoki oficer armii brytyjskiej, powracający z Indii
- Księżna Natalia Dragomiroff, starsza przedstawicielka rosyjskiej arystokracji
- Hildegarda Schmidt, Niemka w średnim wieku, służąca księżnej
- Hrabia Rudolf Andrenyi, postawny węgierski dyplomata o angielskich manierach i ubiorze, podróżujący do Francji
- Hrabina Helena Andrenyi, młoda żona hrabiego o egzotycznej urodzie
- Greta Ohlsson, szwedzka misjonarka, powracająca do domu z wakacji
- Caroline Hubbard, gadatliwa Amerykanka powracająca z wizyty u córki, nauczycielka w Bagdadzie
- Antonio Foscarelli, dostojny i żywiołowy włoski biznesmen
- Cyrus Hardman, potężny i towarzyski sprzedawca taśm do maszyn do pisania, pochodzący z Teksasu; prędko ujawnia się jako pracownik nowojorskiej agencji detektywistycznej McNeil.
- Pierre Michel, konduktor w Orient Expressie

## Streszczenie fabuły
Po podróży Taurus Expressem z Aleppo w Syrii do Stambułu, prywatny detektyw Herkules Poirot przybywa do hotelu Tokatlian. Na miejscu otrzymuje telegram nawołujący go do prędkiego powrotu do Londynu. Z zamiarem wyjazdu tej samej nocy, instruuje konsjerża, by zarezerwował mu przedział w pierwszej klasie Simplon-Orient Expressu. Mimo że pociąg okazuje się pełny, Poirot otrzymuje kuszetkę w drugiej klasie, ale tylko dzięki interwencji Monsieur Bouca – swojego przyjaciela, również Belga, a przy tym dyrektora linii kolejowej Compagnie Internationale des Wagons-Lits. Już w pociągu, przedstawiający się nazwiskiem Ratchett Amerykanin w średnim wieku i o nieżyczliwej aparycji, oferuje Poirotowi wysokie honorarium w zamian za wykrycie autora tajemniczych listów z pogróżkami, ponieważ wierzy, że jego życie jest w niebezpieczeństwie; detektyw odmawia jednak, zrażony gburowatością potencjalnego klienta.
W Belgradzie, podczas drugiej nocy podróży, dwa dodatkowe wagony zostają doczepione do pociągu, w związku z czym M. Bouc odstępuje swój przedział w pierwszej klasie Poirotowi, a samemu przenosi się do innego wagonu. Nowy przedział Poirota okazuje się sąsiadować z przedziałem Ratchetta. Pociąg zmuszony jest do zatrzymania się w pobliżu Vinkovci w związku z zaspami. Jednym z kilku nocnych incydentów, które przerywają sen Poirota, jest okrzyk dobiegający z przedziału Ratchetta. Następnego poranka, M. Bouc informuje Poirota, że Ratchett został zamordowany i prosi go o podjęcie śledztwa.
Gdy Poirot i Dr. Constantine dokonują oględzin przedziału ofiary, detektyw natrafia na fragment nadpalonej notki, na której wspomniane zostało nazwisko Daisy Armstrong, co wywołuje u niego wątpliwości związane z prawdziwą tożsamością Ratchetta. Kilka lat wcześniej bowiem, trzyletnia Daisy Armstrong została porwana przez mężczyznę nazwiskiem Cassetti, który odebrał okup, ale i tak zabił dziewczynkę. Matka Daisy, będąca wówczas w zaawansowanej ciąży, doznała szoku, co wywołało przedwczesny poród; zarówno matka, jak i dziecko zmarły, a zdruzgotany tragedią ojciec zastrzelił się. Piątą ofiarą tych wydarzeń była pokojówka, którą podejrzewano początkowo o porwanie; stres sprowokował ją do odebrania sobie życia. Cassetti został złapany, jednak uciekł z kraju po tym, jak został uniewinniony w związku ze szczegółami technicznymi. Poirot dochodzi do konkluzji, że Ratchett i Cassetti to ta sama osoba.
Po przeprowadzeniu wnikliwego dochodzenia, Poirot proponuje dwa możliwe rozwiązania kryminalnej zagadki. Albo obcy człowiek wkradł się do pociągu i zamordował Cassettiego, albo za jego śmiercią w rzeczywistości stało wszystkich dwunastu pasażerów (symbolizujących dwunastu przysięgłych) wagonu, z których każdy miał powiązania z Armstrongami. Rzekoma pani Hubbard, w rzeczywistości babcia Daisy Armstrong, znana aktorka Linda Arden, przyznaje, że druga teoria Poirota jest prawdziwa i zdesperowana prosi, aby tylko ją ukarać, jednak pełen zrozumienia dla motywu tego zabójstwa detektyw decyduje się nie wyjawiać prawdy jugosłowiańskiej policji i w zamian prezentuje im wersję o anonimowym mordercy, który zbiegł z Orient Expressu, nie zostawiając po sobie śladu pozwalającego na odkrycie jego prawdziwej tożsamości.

## Odwołania w twórczości Christie
- W Rendez-vous ze śmiercią Nadine Boyton, prosząc Poirota o darowanie winy mordercy, mówi „W sprawie Orient Expressu zrobił pan wyjątek”. Zdziwiony Poirot pyta wtedy dziewczynę, jak dotarła do niej ta informacja.
- W Kartach na stół Hercules Poirot opowiada o zachowanym na pamiątkę narzędziu zbrodni, którym dwunastu ludzi zasztyletowało człowieka.
- W Śmierci na Nilu Poirot sugeruje przeszukanie także własnej kabiny. Argumentuje to wspomnieniem z wydarzeń w Orient Expressie, kiedy to jeden z przedmiotów związanych z morderstwem został podrzucony do jego przedziału.
- akcja powieści Morderstwo w Mezopotamii rozgrywa się bezpośrednio przed akcją „Morderstwa w Orient Expressie”, o czym mowa w jej finale.

## Ekranizacje
- Powieść została zekranizowana czterokrotnie– w 1974 roku przez Sidneya Lumeta, w 2001 przez Carla Schenkela, w 2010 przez Philipa Martina oraz w 2017 roku przez Kennetha Branagha.